# Francisco da Costa Gomes
Francisco da Costa Gomes (ur. 30 czerwca 1914 w Chaves, zm. 31 lipca 2001 w Lizbonie) – portugalski generał, szef Sztabu Generalnego, polityk, prezydent Portugalii (1974–1976).

## Życiorys
Był synem António José Gomesa (zm. 1922) i Idaliny Júlii Monteiro da Costy (1880–1967). Od 1972 był szefem Sztabu Generalnego. W marcu 1974 został odwołany z tego stanowiska ze względu na jego krytyczną ocenę ówczesnych władz. Następnie uczestniczył w Ruchu Sił Zbrojnych (MFA) i w kwietniu tego samego roku, w wyniku rewolucji goździków, powrócił na stanowisko szefa Sztabu Generalnego, z którego odszedł w czerwcu 1976. W okresie od 30 września 1974 do 13 lipca 1976 był również prezydentem i przewodniczącym Najwyższej Rady Rewolucyjnej.

## Rodzina
W 1952 poślubił Marię Estelę Veloso de Antas Varajão, z którą miał syna Francisca.

## Odznaczenia
Wielki Mistrz (ex officio)
- Wstęga Trzech Orderów
- Order Wojskowy Wieży i Miecza
- Order Wojskowy Chrystusa
- Order Wojskowy Avis
- Order Wojskowy Świętego Jakuba od Miecza
- Order Infanta Henryka
- Order Wolności
- Order Zasługi
- Order Edukacji Publicznej

Pozostałe odznaczenia portugalskie
- Komandor Orderu Wojskowego Wieży i Miecza[5]
- Wielki Oficer Orderu Wojskowego Avis[5]

Odznaczenia zagraniczne
- Krzyż Wielki Orderu Krzyża Południa (1972, Brazylia)
- Krzyż Wielki Legii Honorowej (1976, Francja)[6]
- Wielka Wstęga Orderu Zasługi Polskiej Rzeczypospolitej Ludowej (1976)